# Werner Meyer-Eppler
Werner Meyer-Eppler (30 de abril de 1913-8 de julio de 1960) fue un físico, experimentador acústico, fonetista y teórico de la información alemán.
Meyer-Eppler nació en Amberes. Estudió matemáticas, física y química, primero en la Universidad de Colonia y luego en Bonn, desde 1936 hasta 1939, año en el cual recibió un doctorado en Física. 
Entre los años 1942 y 1945 fue asistente científico en el Instituto de Física de la Universidad de Bonn. 
A partir del momento de su habilitación, el 16 de septiembre de 1942, fue profesor de física experimental. Tras el final de la guerra, Meyer-Eppler centró su atención, cada vez más, en la fonética y la síntesis vocal. 
En 1947 fue reclutado por Paul Menzerath para asistir a la facultad del Instituto de Fonética de la Universidad de Bonn, donde, el 1 de abril de 1949, obtuvo plaza como asistente científico. 
Durante este tiempo, Meyer-Eppler publicó varios ensayos sobre la producción de lenguaje sintético y presentó invenciones tales como el codificador, el codificador de voz o la máquina "Visible Speech". Contribuyó al desarrollo de electrolaringe, aparato que es utilizado aún hoy en día para ayudar a personas con impedimentos del habla.
En 1949, publicó un libro en el que promovía la idea de producir música únicamente mediante la utilización de medios electrónicos. En 1951 se juntó con el ingeniero de sonido y compositor Robert Beyer y con el compositor, musicólogo y periodista Herbert Eimert para realizar una propuesta, finalmente exitosa, a la Nordwestdeutscher Rundfunk (NWDR), con la idea de establecer un estudio de música electrónica en Colonia. Tras dos años de trabajo, el estudio fue estrenado oficialmente con una emisión de un concierto el 26 de mayo de 1953, y se convirtió en el estudio más importante de Europa en lo que a música electrónica se refiere.
En 1952, Meyer-Eppler fue habilitado por segunda vez, lo que le convirtió en profesor de fonética e investigación en la comunicación. 
A finales de 1957 fue nombrado sucesor del Profesor Menzerath, fallecido años atrás, en 1954.
Durante los siguientes años, se dedicó a publicar escritos y a dar conferencias sobre música electrónica, e introdujo el término "aleatoriedad" con respecto a los conceptos de modelado estadístico de sonidos, basados en sus estudios de fonología.
Entre sus más destacados alumnos de la Universidad de Bonn, encontramos en el periodo de 1954-1956 al compositor Karlheinz Stockhausen, el cual estuvo también trabajando como asistente en el estudio de música electrónica de Colonia, y cuyas prontas composiciones realizó con el fin de propagar las ideas de Meyer-Eppler.
En 1959, Meyer-Eppler publicó su obra más importante, "Grundlagen und der Anwendungen Informationstheorie" ( "Principios Básicos y Aplicaciones de la Teoría de la Comunicación"). 
Murió repentinamente en Bonn a causa de una enfermedad de riñón, la cual había estado sufriendo durante muchos años.
- Datos: Q98043